# Marilyn Corson
Marilyn Corson, née le 6 juin 1950 à Parry Sound, est une nageuse canadienne.

## Biographie
Aux Jeux olympiques d'été de 1968 à Mexico, Marilyn Corson remporte la médaille de bronze à l'issue de la finale du relais 4x100 mètres nage libre aux côtés de Angela Coughlan, Marion Lay et Elaine Tanner.